# Danh sách phối ngẫu nước Áo
Dưới đây là danh sách các hôn phối hoàng gia Áo kể từ khi nước này được thành lập với vai trờ là một Phiên biên trấn của đế quốc La Mã Thần thánh vào năm 974 cho đến khi chế độ quân chủ Áo bị bãi bỏ vào năm 1918. Các vương hậu ban đầu được gọi là Phiên hầu tước phu nhân, rồi đến Công tước phu nhân, Đại vương công phu nhân rồi cuối cùng là Hoàng hậu của Áo.

## Phiên hầu tước phu nhân của Áo
| Chân dung   | Tên                       | Cha                                              | Sinh                | Kết hôn             | Trở thành Phiên hầu tước phu nhân   | Kết thúc làm Phiên hầu tước phu nhân | Mất                 | Vương phu    |
| ----------- | ------------------------- | ------------------------------------------------ | ------------------- | ------------------- | ----------------------------------- | ------------------------------------ | ------------------- | ------------ |
| không khung | Richardis xứ Sualafeldgau | Bá tước Ernst IV xứ Sualafeldgau                 | 945/950             | ?                   | 976 Chồng lên ngôi                  | 10 tháng 7 năm 994 Chồng mất         | 994?                | Leopold I    |
|             | Glismod của Tây Sachsen   | Immed IV của Tây-Sachsen                         | 975/980             | ?                   | 23 tháng 6 năm 1018                 | 1040                                 | 1040                | Albrecht     |
| không khung | Frozza Orseolo            | Ottone Orseolo, Tổng trấn xứ Venezia             | 1015                | Sau năm 1040        | Sau năm 1040                        | 26 tháng 5 năm 1055 Chồng mất        | 17 tháng 2 năm 1071 | Albrecht     |
|             | Adelaide xứ Eilenburg     | Dedo I, Phiên hầu tước xứ Saxon Ostmark          | 1030/1040           | 1060                | 1060                                | 26 tháng 1 năm 1077                  | 26 tháng 1 năm 1077 | Ernst        |
| không khung | Swanhilde xứ Ungarnmark   | Sighard VII, Phiên hầu tước xứ Ungarnmark        | ?                   | 1072                | 1072                                | 10 tháng 6 năm 1075 Chồng mất        | 1120                | Ernst        |
| không khung | Ida xứ Cham               | Rapoto IV xứ Cham                                | c, 1055             | 1065 (?)            | 10 tháng 6 năm 1075                 | 12 tháng 10 năm 1095 Chồng mất       | Tháng 9 năm 1101    | Luitpold II  |
|             | Maria xứ Perg             | Walchun xứ Perg                                  | 1080                | (?)                 | 12 tháng 10 năm 1095                | 1105                                 | 1105                | Luitpold III |
| không khung | Agnes xứ Waiblingen       | Heinrich IV, Hoàng đế La Mã Thần thánh           | 1072                | 1106                | 1106                                | 11 tháng 5 năm 1136 Chồng mất        | 24 tháng 9 năm 1143 | Luitpold III |
| không khung | Hedvig của Hungary        | Vương tử Álmos của Hungary, Công tước xứ Croatia | 1107                | 1132                | 15 tháng 11 năm 1136 Chồng lên ngôi | 9 tháng 11 năm 1137 Chồng mất        | 1138                | Albrecht II  |
| không khung | Marie xứ Bohemia          | Soběslav I, Công tước xứ Bohemia                 | 1124/1125           | 28 tháng 9 năm 1138 | 28 tháng 9 năm 1138                 | 18 tháng 10 năm 1141                 | 1160                | Luitpold IV  |
| không khung | Gertrud xứ Süpplingenburg | Lothair III, Hoàng đế La Mã Thần thánh           | 18 tháng 4 năm 1115 | 1 tháng 5 năm 1142  | 1 tháng 5 năm 1142                  | 18 tháng 4 năm 1143                  | 18 tháng 4 năm 1143 | Heinrich II  |
| không khung | Theodora Comnena          | Andronikos Komnenos                              | 1112                | 1148                | 1148                                | 1156 Chuyển tước hiệu sang Công tước | 13 tháng 1 năm 1177 | Heinrich II  |

## Công tước phu nhân của Áo
| Chân dung   | Tên               | Cha                                     | Sinh    | Kết hôn   | Trở thành Công tước phu nhân         | Thôi làm Công tước phu nhân    | Mất                 | Công tước    |
| ----------- | ----------------- | --------------------------------------- | ------- | --------- | ------------------------------------ | ------------------------------ | ------------------- | ------------ |
| không khung | Theodora Comnena  | Andronikos Komnenos                     | 1112    | 1148      | 1156 Chuyển tước hiệu sang Công tước | 13 tháng 1 năm 1177 Chồng mất  | 2 tháng 1 năm 1188  | Heinrich II  |
| không khung | Ilona của Hungary | Géza II, Vua của Hungary và Croatia     | 1158    | 1172/1174 | 13 tháng 1 năm 1177 Chồng lên ngôi   | 31 tháng 12 năm 1194 Chồng mất | 25 tháng 5 ăm 1199  | Liutpold V   |
| không khung | Theodora Angelina | Ioanes Doukas/Andronikos Doukas Angelos | 1190    | 1203      | 1203                                 | 28 tháng 7 năm 1230 Chồng mất  | 23 tháng 6 năm 1246 | Liutpold VI  |
| không khung | Agnes xứ Merania  | Otto I, Công tước xứ Merania            | c. 1215 | 1229      | 28 tháng 7 năm 1230 Chồng lên ngôi   | 15 tháng 6 năm 1246 Chồng mất  | 7 tháng 1 năm 1263  | Friedrich II |

### Thời kỳ hỗn mang
| Chân dung   | Tên                 | Cha                    | Sinh | Kết hôn              | Trở thành Công tước phu nhân | Thôi giữ chức Công tước phu nhân             | Mất                | Công tước            |
| ----------- | ------------------- | ---------------------- | ---- | -------------------- | ---------------------------- | -------------------------------------------- | ------------------ | -------------------- |
| không khung | Kunigunda xứ Halych | Rostislav Mikhailovich | 1245 | 25 tháng 10 năm 1261 | 25 tháng 10 năm 1261         | Tháng 11 năm 1276 Chồng từ bỏ quyền lực ở Áo | 9 tháng 9 năm 1285 | Otakar II xứ Bohemia |

### Nhà Habsburg
| Chân dung   | Tên                        | Cha                                        | Sinh                | Kết hôn                                                 | Trở thành Công tước phu nhân | Thôi giữ chức Công tước phu nhân          | Mất                  | Công tước    |
| ----------- | -------------------------- | ------------------------------------------ | ------------------- | ------------------------------------------------------- | --- | ----------------------------------------- | -------------------- | ------------ |
| không khung | Gertrud xứ Hohenberg       | Burchard V, Bá tước xứ Hohenburg           | c. 1225             | 1245                                                    | Tháng 11 năm 1276 Chồng lên ngôi | 16 tháng 2 năm 1281                       | 16 tháng 2 năm 1281  | Rudolf I     |
| không khung | Elisabeth xứ Gorizia-Tyrol | Meinhard II, Công tước xứ Gorizia và Tyrol | c, 1262             | 20 tháng 12 năm 1274                                    | Tháng 12 năm 1282 Chồng lên ngôi 25 tháng 5 năm 1300 Giữ chức cùng với con dâu. 1 tháng 3 năm 1305 Một mình giữ chức 16 tháng 10 năm 1306 Giữ chức cùng với con dâu. 3/4 tháng 7 năm 1307 Một mình giữ chức | 1 tháng 5 năm 1308 Chồng mất              | 28 tháng 10 năm 1312 | Albrecht I   |
| không khung | Blanche của Pháp.          | Philippe III của Pháp                      | c. 1282             | 25 tháng 5 năm 1300 Giữ chức cùng với mẹ chồng.         | 25 tháng 5 năm 1300 Giữ chức cùng với mẹ chồng. | 1 tháng 3 năm 1305                        | 1 tháng 3 năm 1305   | Rudolf III   |
| không khung | Ryksa Elżbieta của Ba Lan  | Przemysł II của Ba Lan                     | 1 tháng 9 năm 1286  | 16 tháng 10 năm 1306 Giữ chức cùng với mẹ chồng.        | 16 tháng 10 năm 1306 Giữ chức cùng với mẹ chồng. | 3/4 tháng 7 năm 1307 Chồng mất            | 18 tháng 10 năm 1335 | Rudolf III   |
| không khung | Isabel xứ Aragon           | Chaime II xứ Aragon                        | 1305                | 11 tháng 5 năm 1315                                     | 11 tháng 5 năm 1315 | 13 tháng 1 năm 1330 Chồng mất             | 12 tháng 7 năm 1330  | Friedrich I  |
| không khung | Caterina xứ Savoia         | Amedeo V, Bá tước xứ Savoia                | c. 1302             | 26 tháng 5 năm 1315                                     | 26 tháng 5 năm 1315 | 28 tháng 2 năm 1326 Chồng mất             | 30 tháng 9 năm 1336  | Leopold I    |
| không khung | Johanna xứ Pfirt           | Ulrich III xứ Pfirt                        | c. 1300             | 26 tháng 3 năm 1324                                     | 13 tháng 1 năm 1300 Giữ chức cùng với em dâu. 25 tháng 3 năm 1330 Một mình giữ chức 16 tháng 2 năm 1335 Giữ chức cùng với em dâu. 3 tháng 9 năm 1338 Một mình giữ chức                                      | 15 tháng 11 năm 1351                      | 15 tháng 11 năm 1351 | Albrecht II  |
| không khung | Elisabeth xứ Baravia       | Stephan I, Công tước xứ Bayern             | 1306                | 15 tháng 5 năm 1325                                     | 13 tháng 1 năm 1300 Giữ chức cùng với chị dâu. | 25 tháng 3 năm 1330                       | 25 tháng 3 năm 1330  | Otto         |
| không khung | Anne xứ Bohemia            | Jang xứ Bohemia                            | 27 tháng 3 năm 1323 | 25 tháng 3 năm 1330 Giữ chức cùng với chị dâu.          | 25 tháng 3 năm 1330 Giữ chức cùng với chị dâu. | 3 tháng 9 năm 1338                        | 3 tháng 9 năm 1338   | Otto         |
| không khung | Kateřina của Bohemia       | Karel IV, Hoàng đế La Mã Thần thánh        | 19 tháng 8 năm 1342 | c. 1350 (?)                                             | 16 tháng 8 năm 1358 Chồng lên ngôi | 27 tháng 7 năm 1365 Chồng mất             | 26 tháng 4 năm 1395  | Rudolf IV    |
| không khung | Alžběta của Bohemia        | Karel IV, Hoàng đế La Mã Thần thánh        | 19 tháng 4 năm 1358 | sau ngày 19 tháng 3 năm 1366 Giữ chức cùng với chị dâu. | sau ngày 19 tháng 3 năm 1366 Giữ chức cùng với chị dâu. | 4 tháng 9 năm 1373                        | 4 tháng 9 năm 1373   | Albrecht III |
| không khung | Beatrice xứ Nuremberg      | Friedrich V, Giám thành xứ Nürnberg        | c. 1362             | 1375 Giữ chức cùng với chị dâu.                         | 1375 Giữ chức cùng với chị dâu. | 9 tháng 9 năm 1379 Công quốc bị phân chia | 10 tháng 6 năm 1414  | Albrecht III |
| không khung | Verde Visconti             | Bernabò Visconti, Bá tước thành Milan      | c. 1352             | 23 tháng 2 năm 1365                                     | 27 tháng 7 năm 1365 Một mình. sau ngày 19 tháng 3 năm 1366 Giữ chức cùng với em dâu. 4 tháng 9 năm 1373 Một mình c. 1375 Giữ chức cùng với em dâu.                                                          | 9 tháng 9 năm 1379 Công quốc bị phân chia | 1 tháng 3 năm 1414   | Leopold III  |

#### Nhánh Albertinian
Albert III của Áo nhận phần đất Đại Công quốc Áo, sau gọi là vùng Hạ Áo.
| Chân dung | Tên                      | Cha                                   | Sinh                | Kết hôn             | Trở thành Công tước phu nhân              | Thôi giữ chức Công tước phu nhân | Mất                  | Công tước    |
| --- | ------------------------ | ------------------------------------- | ------------------- | ------------------- | ----------------------------------------- | -------------------------------- | -------------------- | ------------ |
| không khung | Beatrice xứ Nuremberg    | Friedrich V, Giám quản thành Nürnberg | c. 1352             | 23 tháng 2 năm 1365 | 9 tháng 9 năm 1379 Công quốc bị phân chia | 29 tháng 8 năm 1395 Chồng mất    | 1 tháng 3 năm 1414   | Albrecht III |
| không khung | Johanna Sophie xứ Bayern | Albrecht I, Công tước xứ Bayern       | c. 1373             | 24 tháng 4 năm 1390 | 29 tháng 8 năm 1395 Chông lên ngôi        | 14 tháng 9 năm 1404 Chồng mất    | 15 tháng 11 năm 1410 | Albrecht IV  |
| không khung | Erzsébet xứ Bohemia      | Sigismund, Hoàng đế La Mã Thần thánh  | 7 tháng 10 năm 1409 | 19 tháng 4 năm 1422 | 19 tháng 4 năm 1422                       | 27 tháng 10 năm 1439 Chồng mất   | 19 tháng 12 năm 1942 | Albrecht V   |
| Ladilaus V của Hungary mất đột ngột tại Praha ngày 23 tháng 11 năm 1457 khi vẫn còn chưa kết hôn. Các phần đất sau đó được chuyển cho nhánh Leopoldian của nhà Habsburg. |                          |                                       |                     |                     |                                           |                                  |                      |              |

#### Nhánh Leopoldian

##### Nhánh chính
Leopold III nhận các Công quốc Steiermark, Kärnten, hầu quốc Tirol và vùng Thượng Áo.
| Chân dung   | Tên                    | Cha                                   | Sinh                | Kết hôn | Trở thành Công tước phu nhân | Thôi giữ chức Công tước phu nhân                                                      | Mất                 | Công tước   |
| ----------- | ---------------------- | ------------------------------------- | ------------------- | --- | --- | ------------------------------------------------------------------------------------- | ------------------- | ----------- |
| không khung | Verde Visconti         | Bernabò Visconti, Bá tước thành Milan | c. 1352             | 23 tháng 2 năm 1365 | 9 tháng 9 năm 1379 Công quốc bị phân chia | 9 tháng 7 năm 1386 Chồng mất                                                          | 1 tháng 3 năm 1414  | Leopold III |
| không khung | Johanna II xứ Napoli   | Charles III xứ Napoli                 | 25 tháng 6 năm 1371 | 13 tháng 10/11 năm 1401 | 13 tháng 11 năm 1401 Giữ chức cùng với chị dâu thứ 2. 1402 Giữ chức cùng với chị dâu thứ 3 | 15 tháng 7 năm 1406 Chồng mất                                                         | 2 tháng 2 năm 1435  | Wilhelm     |
| không khung | Catherine xứ Bourgogne | Philippe II, Công tước xứ Bourgogne   | Tháng 4 năm 1378    | 15 tháng 8 năm 1393 Một mình. 13 tháng 10 năm 1401 Giữ chức cùng với chị dâu cả. 1402 Giữ chức cùng với chị dâu thứ 3 15 tháng 7 năm 1406 Giữ chức một mình sau khi nhánh Leopoldian thuộc Áo bị phân chia. | 15 tháng 8 năm 1393 Một mình. 13 tháng 10 năm 1401 Giữ chức cùng với chị dâu cả. 1402 Giữ chức cùng với chị dâu thứ 3 15 tháng 7 năm 1406 Giữ chức một mình sau khi nhánh Leopoldian thuộc Áo bị phân chia. | 3 tháng 6 năm 1411 Chồng mất                                                          | 24 tháng 1 năm 1425 | Leopold IV  |
| không khung | Margarethe xứ Pommern  | Bogusław V, Công tước xứ Pommern      | 1366                | 14 tháng 1 năm 1392 | 1402 Giữ chức cùng với chị dâu cả và chị dâu thứ 2. | 15 tháng 7 năm 1406 Giữ chức một mình sau khi nhánh Leopoldian thuộc Áo bị phân chia. | 30 tháng 4 năm 1407 | Ernst       |

Năm 1406, nhánh Leopoldian bị phân chia thành ba nhánh nhỏ hơn tương ứng với ba phần lãnh thổ riêng biệt.

##### Nhánh Ernestine
Nhánh Ernestine nhận các Công quốc Steiermark, Kärnten và Krain, còn gọi là vùng Nội Áo.
| Chân dung   | Tên                     | Cha                                 | Sinh                | Kết hôn                                                           | Trở thành Công tước phu nhân                                                          | Thôi giữ chức Công tước phu nhân | Mất                 | Công tước   |
| ----------- | ----------------------- | ----------------------------------- | ------------------- | ----------------------------------------------------------------- | ------------------------------------------------------------------------------------- | -------------------------------- | ------------------- | ----------- |
| không khung | Margarethe xứ Pommern   | Bogusław V, Công tước xứ Pommern    | 1366                | 14 tháng 1 năm 1392                                               | 15 tháng 7 năm 1406 Giữ chức một mình sau khi nhánh Leopoldian thuộc Áo bị phân chia. | 30 tháng 4 năm 1407              | 30 tháng 4 năm 1407 | Ernst       |
| không khung | Cymbarka xứ Mazowieckie | Siemowit IV, Công tước xứ Masovian  | 1394/1397           | 25 tháng 1 năm 1412 Trở thành Đại vương công phu nhân Áo năm 1414 | 25 tháng 1 năm 1412 Trở thành Đại vương công phu nhân Áo năm 1414                     | 10 tháng 6 năm 1424 Chồng mất    | 28 tháng 7 năm 1429 | Ernst       |
| không khung | Leonor của Bồ Đào Nha   | Duarte của Bồ Đào Nha               | 18 tháng 9 năm 1434 | 16 tháng 3 năm 1452 Trở thành Đại vương công phu nhân Áo năm 1453 | 16 tháng 3 năm 1452 Trở thành Đại vương công phu nhân Áo năm 1453                     | 3 tháng 9 năm 1467               | 3 tháng 9 năm 1467  | Friedrich V |
| không khung | Mechthild xứ Pfalz      | Ludwig III, Tuyển hầu tước xứ Pfalz | 7 tháng 3 năm 1419  | 10 tháng 8 năm 1452 Trở thành Đại vương công phu nhân Áo năm 1453 | 10 tháng 8 năm 1452 Trở thành Đại vương công phu nhân Áo năm 1453                     | 2 tháng 12 năm 1463 Chồng mất    | 22 tháng 8 năm 1482 | Albrecht VI |

##### Nhánh Tiền Tirolean
Nhánh Tiền Tirolean nhận phần Tirol và không lâu sau đó là vùng Ngoại Áo. Những lãnh thổ này còn được gọi tên là vùng Thượng Áo.
| Chân dung                                                                     | Tên                  | Cha                                                 | Sinh                       | Kết hôn                                                           | Trở thành Công tước phu nhân                                      | Thôi giữ chức Công tước phu nhân   | Mất                    | Công tước    |
| ----------------------------------------------------------------------------- | -------------------- | --------------------------------------------------- | -------------------------- | ----------------------------------------------------------------- | ----------------------------------------------------------------- | ---------------------------------- | ---------------------- | ------------ |
| không khung                                                                   | Elisabeth xứ Pfalz   | Ruprecht, Hoàng đế La Mã Thần thánh                 | Trước 27 tháng 10 năm 1381 | 24 tháng 12 năm 1406                                              | 24 tháng 12 năm 1406                                              | 31 tháng 12 năm 1408               | 31 tháng 12 năm 1408   | Friedrich IV |
| không khung                                                                   | Anna xứ Braunschweig | Friedrich I, Công tước xứ Braunschweig-Wolfenbüttel | c. 1390                    | 11 tháng 6 năm 1411                                               | 11 tháng 6 năm 1411                                               | 10 tháng 8 năm 1432                | 10 tháng 8 năm 1432    | Friedrich IV |
| không khung                                                                   | Eleanor xứ Scotland  | James I của Scotland                                | c. 1433                    | 12 tháng 2 năm 1449 Trở thành Đại vương công phu nhân Áo năm 1477 | 12 tháng 2 năm 1449 Trở thành Đại vương công phu nhân Áo năm 1477 | 20 tháng 11 năm 1480               | 20 tháng 11 năm 1480   | Siegmund     |
| không khung                                                                   | Katharina xứ Sachsen | Albrecht III, Công tước xứ Sachsen                  | 24/26 tháng 7 năm 1468     | 24 tháng 2 năm 1484 Đồng thời là Đại vương công phu nhân Áo       | 24 tháng 2 năm 1484 Đồng thời là Đại vương công phu nhân Áo       | tháng 5 năm 1490 Chồng thoái vị    | 10/11 tháng 2 năm 1524 | Siegmund     |
| không khung                                                                   | Anne xứ Bretagne     | François II, Công tước xứ Bretagne                  | 25 tháng 1 năm 1471        | 19 tháng 12 năm 1490 Đồng thời là Đại vương công phu nhân Áo      | 19 tháng 12 năm 1490 Đồng thời là Đại vương công phu nhân Áo      | Đầu năm 1492 Hủy bỏ bởi giáo hoàng | 9 tháng 1 năm 1514     | Maximilian I |
| Năm 1493, các Công quốc Áo bị phân chia trước đó được tái thống nhất trở lại. |                      |                                                     |                            |                                                                   |                                                                   |                                    |                        |              |

### Tự tuyên bố ngôi vị Công tước phu nhân
Mátyás Hunyadi, vua của Hungary, đánh chiếm phần lớn Áo và xứ Steiermark vào năm 1485. Hunyadin theo đó tự xưng là "Công tước Áo", ở lại Viên cho đến lúc mất năm 1490.
| Chân dung   | Tên               | Cha                  | Sinh                 | Kết hôn              | Trở thành Công tước phu nhân                    | Thôi giữ chức Công tước phu nhân | Mất                 | Công tước  |
| ----------- | ----------------- | -------------------- | -------------------- | -------------------- | ----------------------------------------------- | -------------------------------- | ------------------- | ---------- |
| không khung | Beatriz xứ Napoli | Fernando I xứ Napoli | 16 tháng 10 năm 1457 | 15 tháng 12 năm 1476 | 1 tháng 6 năm 1485 Chồng chiếm đóng phần lớn Áo | 6 tháng 4 năm 1490 Chồng mất     | 23 tháng 9 năm 1508 | Matthias I |

## Đại vương công phu nhân của Áo

### Nhà Habsburg
| Chân dung                                                                     | Tên                        | Cha                                         | Sinh                   | Kết hôn                                                 | Trở thành Đại vương công phu nhân | Thôi giữ chức Đại vương công phu nhân     | Mất                    | Đại Vương công           |
| ----------------------------------------------------------------------------- | -------------------------- | ------------------------------------------- | ---------------------- | ------------------------------------------------------- | --- | ----------------------------------------- | ---------------------- | ------------------------ |
| không khung                                                                   | Kateřina của Bohemia       | Karel IV, Hoàng đế La Mã Thần thánh         | 19 tháng 8 năm 1342    | c. 1350 (?)                                             | 1358–59 Chồng tự tuyên bố sắc lệnh Privilegium Maius                                                                                               | 27 tháng 7 năm 1365 Chồng mất             | 26 tháng 4 năm 1395    | Rudolf IV                |
| không khung                                                                   | Alžběta của Bohemia        | Karel IV, Hoàng đế La Mã Thần thánh         | 19 tháng 4 năm 1358    | sau ngày 19 tháng 3 năm 1366 Giữ chức cùng với chị dâu. | sau ngày 19 tháng 3 năm 1366 Giữ chức cùng với chị dâu.                                                                                            | 4 tháng 9 năm 1373                        | 4 tháng 9 năm 1373     | Albrecht III             |
| không khung                                                                   | Beatrice xứ Nuremberg      | Friedrich V, Giám thành Bá tước xứ Nürnberg | c. 1362                | 1375 Giữ chức cùng với chị dâu.                         | 1375 Giữ chức cùng với chị dâu. | 29 tháng 8 năm 1395 Chồng mất             | 10 tháng 6 năm 1414    | Albrecht III             |
| không khung                                                                   | Verde Visconti             | Bernabò Visconti, Bá tước thành Milan       | c. 1352                | 23 tháng 2 năm 1365                                     | 27 tháng 7 năm 1365 Một mình. sau ngày 19 tháng 3 năm 1366 Giữ chức cùng với em dâu. 4 tháng 9 năm 1373 Một mình c. 1375 Giữ chức cùng với em dâu. | 9 tháng 9 năm 1379 Công quốc bị phân chia | 1 tháng 3 năm 1414     | Leopold III              |
| không khung                                                                   | Johanna Sophie xứ Bayern   | Albrecht I, Công tước xứ Bayern             | c. 1373                | 24 tháng 4 năm 1390                                     | 29 tháng 8 năm 1395 Chông lên ngôi | 14 tháng 9 năm 1404 Chồng mất             | 15 tháng 11 năm 1410   | Albrecht IV              |
| không khung                                                                   | Erzsébet xứ Bohemia        | Sigismund, Hoàng đế La Mã Thần thánh        | 7 tháng 10 năm 1409    | 19 tháng 4 năm 1422                                     | 19 tháng 4 năm 1422 | 27 tháng 10 năm 1439 Chồng mất            | 25 tháng 12 năm 1442   | Albrecht V               |
| không khung                                                                   | Cymbarka xứ Mazowieckie    | Siemowit IV, Công tước xứ Masovian          | 1394/1397              | 25 tháng 1 năm 1412                                     | 1414 Chồng tự tuyên bố là Đại vương công. | 10 tháng 6 năm 1424 Chồng mất             | 28 tháng 9 năm 1429    | Ernst                    |
| không khung                                                                   | Leonor của Bồ Đào Nha      | Duarte của Bồ Đào Nha                       | 18 tháng 9 năm 1434    | 16 tháng 3 năm 1452                                     | 1453 Chồng công nhận Privilegium Maius 10 tháng 8 năm 1452 Giữ chức cùng với chị dâu. 2 tháng 12 năm 1363 Một mình                                 | 3 tháng 9 năm 1467                        | 3 tháng 9 năm 1467     | Friedrich V              |
| không khung                                                                   | Mechthild xứ Pfalz         | Ludwig III, Tuyển hầu tước xứ Pfalz         | 7 tháng 3 năm 1419     | 10 tháng 8 năm 1452                                     | 10 tháng 8 năm 1452 Chồng nhận tước hiệu. Theo đó bà nhận và giữ chức cùng với em dâu.                                                             | 2 tháng 12 năm 1463 Chồng mất             | 22 tháng 8 năm 1482    | Albrecht VI              |
| không khung                                                                   | Eleanor xứ Scotland        | James I của Scotland                        | c. 1433                | 12 tháng 2 năm 1449                                     | 12 tháng 2 năm 1477 Chồng nhận tước hiệu | 20 tháng 11 năm 1480                      | 20 tháng 11 năm 1480   | Siegmund (Thượng Áo)     |
| không khung                                                                   | Katharina xứ Sachsen       | Albrecht III, Công tước xứ Sachsen          | 24/26 tháng 7 năm 1468 | 24 tháng 2 năm 1484                                     | 24 tháng 2 năm 1484 | tháng 5 năm 1490 Chồng thoái vị           | 10/11 tháng 2 năm 1524 | Siegmund (Thượng Áo)     |
| không khung                                                                   | Anne xứ Bretagne           | François II, Công tước xứ Bretagne          | 25 tháng 1 năm 1471    | 19 tháng 12 năm 1490                                    | 19 tháng 12 năm 1490 | Đầu năm 1492 Hủy bỏ bởi giáo hoàng        | 9 tháng 1 năm 1514     | Maximilian I (Thượng Áo) |
| Năm 1493, các Công quốc Áo bị phân chia trước đó được tái thống nhất trở lại. |                            |                                             |                        |                                                         | |                                           |                        |                          |
| không khung                                                                   | Bianca Maria thành Milan   | Galeazzo Maria, Công tước thành Milan       | 5 tháng 4 năm 1472     | 16 tháng 3 năm 1494                                     | 16 tháng 3 năm 1494 | 31 tháng 12 năm 1510                      | 31 tháng 12 năm 1510   | Maximilian I             |
| không khung                                                                   | Isabel của Bồ Đào Nha      | Manuel I của Bồ Đào Nha                     | 24 tháng 10 năm 1503   | 10 tháng 3 năm 1526                                     | 10 tháng 3 năm 1526 | 1 tháng 5 năm 1539                        | 1 tháng 5 năm 1539     | Karl V                   |
| không khung                                                                   | Anna xứ Bohemia và Hungary | Władysław II của Hungary                    | 23 tháng 7 năm 1503    | 25 tháng 6 năm 1521                                     | 25 tháng 6 năm 1521 | 27 tháng 1 năm 1574                       | 27 tháng 1 năm 1574    | Ferdinand I              |
| Vào năm 1564, lãnh thổ Áo bị chia phân giữa 3 người con của Ferdinand.        |                            |                                             |                        |                                                         | |                                           |                        |                          |

#### Hạ Áo
Vùng này (Lãnh thổ trung tâm của Áo) chuyển cho người con đầu của Ferdinand, Maximilian. 
| Chân dung   | Tên          | Cha                               | Mẹ                    | Sinh                | Kết hôn             | Trở thành Đại vương công phu nhân        | Thôi giữ chức Đại vương công phu nhân | Mất                 | Đại Vương công |
| ----------- | ------------ | --------------------------------- | --------------------- | ------------------- | ------------------- | ---------------------------------------- | ------------------------------------- | ------------------- | -------------- |
| không khung | María của Áo | Karl V, Hoàng đế La Mã Thần thánh | Isabel của Bồ Đào Nha | 21 tháng 2 năm 1528 | 13 tháng 9 năm 1548 | 25 tháng 7 năm 1564 Chồng nhận tước hiệu | 12 tháng 10 năm 1576 Chồng mất        | 26 tháng 2 năm 1603 | Maximilian II  |

#### Thượng Áo
Vùng này (Tirol và vùng Ngoại Áo) được chuyển cho người con thứ hai cùng tên của Ferdinand.
| Chân dung | Tên                      | Cha                               | Sinh                 | Kết hôn             | Trở thành Đại vương công phu nhân | Thôi giữ chức Đại vương công phu nhân | Mất                | Vương phu    |
| --- | ------------------------ | --------------------------------- | -------------------- | ------------------- | --------------------------------- | ------------------------------------- | ------------------ | ------------ |
| không khung | Anna Caterina xứ Mantova | Guglielmo I, Công tước xứ Mantova | 16 tháng 11 năm 1566 | 14 tháng 5 năm 1582 | 14 tháng 5 năm 1582               | 24 tháng 10 năm 1576 Chồng mất        | 3 tháng 8 năm 1621 | Ferdinand II |
| Ferdinand chết mà không có con nối dõi, do vậy lãnh thổ mà ông này có được được chuyển sang cho người anh Maximilian. |                          |                                   |                      |                     |                                   |                                       |                    |              |

##### Thượng và Hạ Áo tái thống nhất
| Chân dung | Tên         | Cha                             | Sinh                | Kết hôn             | Trở thành Đại vương công phu nhân | Thôi giữ chức Đại vương công phu nhân | Mất                  | Vương phu |
| --- | ----------- | ------------------------------- | ------------------- | ------------------- | --------------------------------- | ------------------------------------- | -------------------- | --------- |
| không khung | Anna của Áo | Ferdinand II, Đại vương công Áo | 4 tháng 11 năm 1958 | 4 tháng 12 năm 1611 | 4 tháng 12 năm 1611               | 14 tháng 12 năm 1618                  | 14 tháng 12 năm 1618 | Matthias  |
| Matthias không có con nối dõi khi chết và do đó, những lãnh thổ do ông này kiểm soát chuyển về tay người con thứ 3 của Ferdinand, Charles. |             |                                 |                     |                     |                                   |                                       |                      |           |

#### Nội Áo
Vùng Nội Áo (Steiermark, Kärnten và Krain) chuyển về cho người con thứ 3 của hoàng đế Ferdinand, Karl.
| Chân dung                                                             | Tên                     | Cha                             | Sinh                | Kết hôn             | Trở thành Đại vương công phu nhân | Thôi giữ chức Đại vương công phu nhân | Mất                 | Vương phu     |
| --------------------------------------------------------------------- | ----------------------- | ------------------------------- | ------------------- | ------------------- | --------------------------------- | ------------------------------------- | ------------------- | ------------- |
| không khung                                                           | Maria Anna I xứ Bayern  | Albrecht V, Công tước xứ Bayern | 21 tháng 3 năm 1551 | 26 tháng 8 năm 1571 | 26 tháng 8 năm 1571               | 10 tháng 7 năm 1590 Chồng mất         | 29 tháng 4 năm 1608 | Karl II       |
| không khung                                                           | Maria Anna II xứ Bayern | Wilhelm V, Công tước xứ Bayern  | 8 tháng 12 năm 1574 | 23 tháng 4 năm 1600 | 23 tháng 4 năm 1600               | 8 tháng 3 năm 1616                    | 8 tháng 3 năm 1616  | Ferdinand III |
| Các lãnh thổ Áo bị phân chia được tái thống nhất trở lại vào năm 1619 |                         |                                 |                     |                     |                                   |                                       |                     |               |

#### Thống nhất và tái phân chia trở lại
Công quốc Áo được thống nhất trở lại năm 1619 dưới sự cai trị của Ferdinand III, Đại vương công Nội Áo. Tuy nhiên, với việc tham chiến đến năm thứ năm trong chiến tranh 30 năm, Ferdinard đã không thể đủ khả năng để cai trị toàn Áo được nữa (do quá bận rộn). Do đó, ông lại chia trở lại Áo thành hai khu vực là Hạ Áo (vẫn do Hoàng đế cai trị) và Thượng Áo (do em trai của ông Leopold, cai trị)

#### Hạ Áo
| Chân dung                            | Tên                       | Cha                                             | Sinh                 | Kết hôn             | Trở thành Đại vương công phu nhân  | Thôi giữ chức Đại vương công phu nhân | Mất                 | Vương phu     |
| ------------------------------------ | ------------------------- | ----------------------------------------------- | -------------------- | ------------------- | ---------------------------------- | ------------------------------------- | ------------------- | ------------- |
| không khung                          | Eleonora Gonzaga          | Vincenzo I Gonzaga, Công tước xứ Mantua         | 23 tháng 9 năm 1598  | 2 tháng 2 năm 1622  | 2 tháng 2 năm 1622                 | 15 tháng 2 năm 1637 Chồng mất         | 27 tháng 6 năm 1655 | Ferdinand III |
| không khung                          | María Ana của Tây Ban Nha | Felipe III của Tây Ban Nha                      | 18 tháng 8 năm 1606  | 20 tháng 2 năm 1631 | 15 tháng 2 năm 1637 Chồng lên ngôi | 13 tháng 5 năm 1646                   | 13 tháng 5 năm 1646 | Ferdinand IV  |
| không khung                          | Maria Leopoldina của Áo   | Leopold V, Đại vương công Ngoại Áo              | 6 tháng 4 năm 1632   | 2 tháng 7 năm 1648  | 2 tháng 7 năm 1648                 | 7 tháng 8 năm 1649                    | 7 tháng 8 năm 1649  | Ferdinand IV  |
| không khung                          | Eleonora Gonzaga          | Carlo II Gonzaga, Công tước xứ Nevers và Rethel | 18 tháng 11 năm 1630 | 30 tháng 4 năm 1651 | 30 tháng 4 năm 1651                | 2 tháng 4 năm 1657 Chồng mất          | 6 tháng 12 năm 1686 | Ferdinand IV  |
| Lãnh thổ Áo tái thống nhất năm 1667. |                           |                                                 |                      |                     |                                    |                                       |                     |               |

#### Thượng Áo
Leopold, cùng hậu duệ sau này của ông cai trị vùng Thượng Áo, gọi chung là nhánh Hậu Tyrolean).
| Chân dung | Tên                        | Cha                                             | Sinh                | Kết hôn             | Trở thành Đại vương công phu nhân | Thôi giữ chức Đại vương công phu nhân | Mất                  | Vương phu       |
| --- | -------------------------- | ----------------------------------------------- | ------------------- | ------------------- | --------------------------------- | ------------------------------------- | -------------------- | --------------- |
| không khung | Claudia de' Medici         | Ferdinando I de' Medici                         | 4 tháng 6 năm 1604  | 19 tháng 4 năm 1626 | 19 tháng 4 năm 1626               | 13 tháng 9 năm 1632 Chồng mất         | 25 tháng 12 năm 1648 | Leopold V       |
| không khung | Anna de' Medici            | Cosimo II de' Medici, Đại vương công Toscana    | 21 tháng 7 năm 1616 | 10 tháng 4 năm 1646 | 10 tháng 4 năm 1646               | 30 tháng 12 năm 1662 Chồng mất        | 11 tháng 9 năm 1676  | Ferdinand Karl  |
| không khung | Hedwig xứ Pfalz - Sulzbach | Christian August, Hành cung Bá tước xứ Sulzbach | 15 tháng 4 năm 1650 | 3 tháng 6 năm 1665  | 3 tháng 6 năm 1665                | 25 tháng 6 năm 1662 Chồng mất         | 23 tháng 11 năm 1681 | Sigismund Franz |
| Sigismund Franz mất mà không có người nối dõi, vì vậy phần lãnh thổ do ông này cai trị chuyển về cho nhánh chính và do đó, lãnh thổ Áo tái thống nhất trở lại. |                            |                                                 |                     |                     |                                   |                                       |                      |                 |

#### Tái thống nhất
| Chân dung   | Tên                                              | Cha                                                   | Sinh                | Kết hôn              | Trở thành Đại vương công phu nhân  | Thôi giữ chức Đại vương công phu nhân | Mất                  | Vương phu  |
| ----------- | ------------------------------------------------ | ----------------------------------------------------- | ------------------- | -------------------- | ---------------------------------- | ------------------------------------- | -------------------- | ---------- |
| không khung | Margarita Teresa của Tây Ban Nha                 | Felipe IV của Tây Ban Nha                             | 12 tháng 7 năm 1651 | 12 tháng 12 năm 1666 | 12 tháng 12 năm 1666               | 12 tháng 3 năm 1673                   | 12 tháng 3 năm 1673  | Leopold VI |
| không khung | Claudia Felizitas của Áo                         | Ferdinand Karl, Đại vương công Áo                     | 30 tháng 5 năm 1653 | 15 tháng 10 năm 1673 | 15 tháng 10 năm 1673               | 8 tháng 4 năm 1676                    | 8 tháng 4 năm 1676   | Leopold VI |
| không khung | Eleonore Magdalene xứ Pfalz-Neuburg              | Philipp Wilhelm, Tuyển Hầu tước xứ Pfalz              | 6 tháng 1 năm 1655  | 14 tháng 12 năm 1676 | 14 tháng 12 năm 1676               | 5 tháng 5 năm 1705 Chồng mất          | 7 tháng 1 năm 1720   | Leopold VI |
| không khung | Wilhelmine Amalie xứ Braunschweig-Lüneburg       | Johann Friedrich, Công tước xứ Braunschweig-Calenberg | 21 tháng 4 năm 1673 | 24 tháng 4 năm 1699  | 5 tháng 5 năm 1705 Chồng lên ngôi  | 17 tháng 4 năm 1711 Chồng mất         | 10 tháng 4 năm 1742  | Joseph I   |
| không khung | Elisabeth Christine xứ Braunschweig-Wolfenbüttel | Ludwig Rudolf, Công tước xứ Braunschweig-Wolfenbüttel | 28 tháng 8 năm 1691 | 1 tháng 8 năm 1708   | 17 tháng 4 năm 1711 Chồng lên ngôi | 20 tháng 10 năm 1740 Chồng mất        | 21 tháng 12 năm 1750 | Karl III   |

### Nhà Habsburg-Loirraine
| Chân dung   | Tên                             | Cha                                 | Sinh                 | Kết hôn             | Trở thành Đại vương công phu nhân  | Thôi giữ chức Đại vương công phu nhân | Mất                 | Vương phu   |
| ----------- | ------------------------------- | ----------------------------------- | -------------------- | ------------------- | ---------------------------------- | ------------------------------------- | ------------------- | ----------- |
| không khung | Maria Josepha xứ Bayern         | Karl VII, Hoàng đế La Mã Thần thánh | 20 tháng 3 năm 1739  | 25 tháng 1 năm 1765 | 18 tháng 8 năm 1765 Chồng lên ngôi | 28 tháng 5 năm 1767                   | 28 tháng 5 năm 1767 | Joseph II   |
| không khung | María Luisa của Tây Ban Nha     | Carlos III của Tây Ban Nha          | 24 tháng 11 năm 1745 | 5 tháng 8 năm 1765  | 20 tháng 2 năm 1790 Chồng lên ngôi | 1 tháng 3 năm 1792 Chồng mất          | 15 tháng 3 năm 1792 | Leopold VII |
| không khung | Maria Teresa của Napoli Sicilia | Ferdinando I của Hai Sicilie        | 6 tháng 6 năm 1772   | 15 tháng 8 năm 1790 | 1 tháng 3 năm 1792 Chồng lên ngôi  | 6 tháng 8 năm 1806 Chồng thoái vị     | 13 tháng 4 năm 1807 | Franz II    |

## Hoàng hậu Áo

### Nhà Habsburg-Lothringen
| Chân dung   | Tên                                | Cha                                        | Sinh                 | Kết hôn              | Trở thành Hoàng hậu                 | Ngưng làm Hoàng hậu                     | Mất                 | Hoàng đế       |
| ----------- | ---------------------------------- | ------------------------------------------ | -------------------- | -------------------- | ----------------------------------- | --------------------------------------- | ------------------- | -------------- |
| không khung | Maria Teresa của Napoli và Sicilia | Ferdinando I của Hai Sicilie               | 6 tháng 6 năm 1772   | 15 tháng 8 năm 1790  | 6 tháng 8 năm 1806 Chồng lên ngôi   | 13 tháng 4 năm 1807                     | 13 tháng 4 năm 1807 | Franz I        |
| không khung | Maria Ludovika của Áo-Este         | Ferdinand Karl, Đại vương công nhà Áo-Este | 14 tháng 12 năm 1781 | 6 tháng 1 năm 1808   | 6 tháng 1 năm 1808                  | 7 tháng 4 năm 1808                      | 7 tháng 4 năm 1808  | Franz I        |
| không khung | Karoline Auguste của Bayern        | Maximilian I Joseph của Bayern             | 8 tháng 2 năm 1792   | 29 tháng 10 năm 1816 | 29 tháng 10 năm 1816                | 2 tháng 3 năm 1835 Chồng mất            | 9 tháng 2 năm 1873  | Franz I        |
| không khung | Maria Anna của Savoia              | Vittorio Emanuele I của Savoia             | 19 tháng 8 năm 1903  | 12 tháng 2 năm 1831  | 2 tháng 3 năm 1835 Chồng lên ngôi   | 2 tháng 12 năm 1841 Chồng mất           | 4 tháng 5 năm 1484  | Ferdinand I    |
| không khung | Elisabeth xứ Bayern                | Maximilian Joseph, Công tước xứ Bayern     | 24 tháng 12 năm 1837 | 24 tháng 4 năm 1854  | 24 tháng 4 năm 1854                 | 10 tháng 9 năm 1898                     | 10 tháng 9 năm 1898 | Franz Joseph I |
| không khung | Zita của Borbone-Parma             | Roberto I, Công tước xứ Parma              | 9 tháng 5 năm 1892   | 21 tháng 10 năm 1911 | 21 tháng 11 năm 1916 Chồng lên ngôi | 11 tháng 11 năm 1918 Chồng bị phế truất | 14 tháng 3 năm 1989 | Karl IV        |

## Hoàng hậu trên danh nghĩa của Áo

### Nhà Habsburg
| Chân dung   | Tên                          | Cha                                      | Sinh               | Kết hôn              | Trở thành Hoàng hậu trên danh nghĩa            | Thôi làm Hoàng hậu trên danh nghĩa | Mất                 | Hoàng đế                   |
| ----------- | ---------------------------- | ---------------------------------------- | ------------------ | -------------------- | ---------------------------------------------- | ---------------------------------- | ------------------- | -------------------------- |
| không khung | Zita của Borbone-Parma       | Roberto I, Công tước xứ Parma            | 9 tháng 5 năm 1892 | 21 tháng 10 năm 1911 | 11 tháng 11 năm 1918 Chế độ quân chủ bị bãi bỏ | 2 tháng 12 năm 1841 Chồng mất      | 14 tháng 3 năm 1989 | Karl IV                    |
|             | Regina xứ Sachsen-Meiningen  | Georg, Vương tử nhà Saxe-Meiningen       | 6 tháng 1 năm 1925 | 10 tháng 5 năm 1951  | 10 tháng 5 năm 1951                            | 2006 / Tháng 1 năm 2007 Chồng mất  | 3 tháng 2 năm 2010  | Đại vương công Otto của Áo |
| không khung | Francesca Thyssen-Bornemisza | Tử tước Hans Heinrich Thyssen-Bornemisza | 7 tháng 6 năm 1958 | 31 tháng 3 năm 1993  | 2006 / Tháng 1 năm 2007 Chồng thừa kế ngôi vị  | Tại nhiệm                          | Còn sống            | Đại vương công Karl của Áo |